# منتزه تومانيان
منتزه تومانيان (الأرمينية: Թումանյան Այգի) هو حديقة عامة تقع في شارع هلبيا في ممر نهر هرزدان، بين الجسر الكبير في هرزدان ومركز تومو للتقنيات الإبداعية في منطقة أجابنياك في يريفان بأرمينيا.
تم افتتاح المنتزه في عام 1970 وتسميته على اسم الكاتب والشاعر الشهير هوفهانس تومانيان في الذكرى المئوية لميلاده، بمساحة بقدر 7 هكتار على الضفة اليمنى لنهر هرزدان.
في عام 1973، تم إنشاء تمثالين للشخصيتين الرئيسيتين من أوبرا أنوش لتومانيان في الحديقة. وفي عام 1986، تم تنصيب تمثال آخر لشخصية تومانيان الخيالية لوريتسي ساكو.
تعد حديقة تومانيان من بين الملاعب الجذابة لأطفال يريفان

## معرض صور

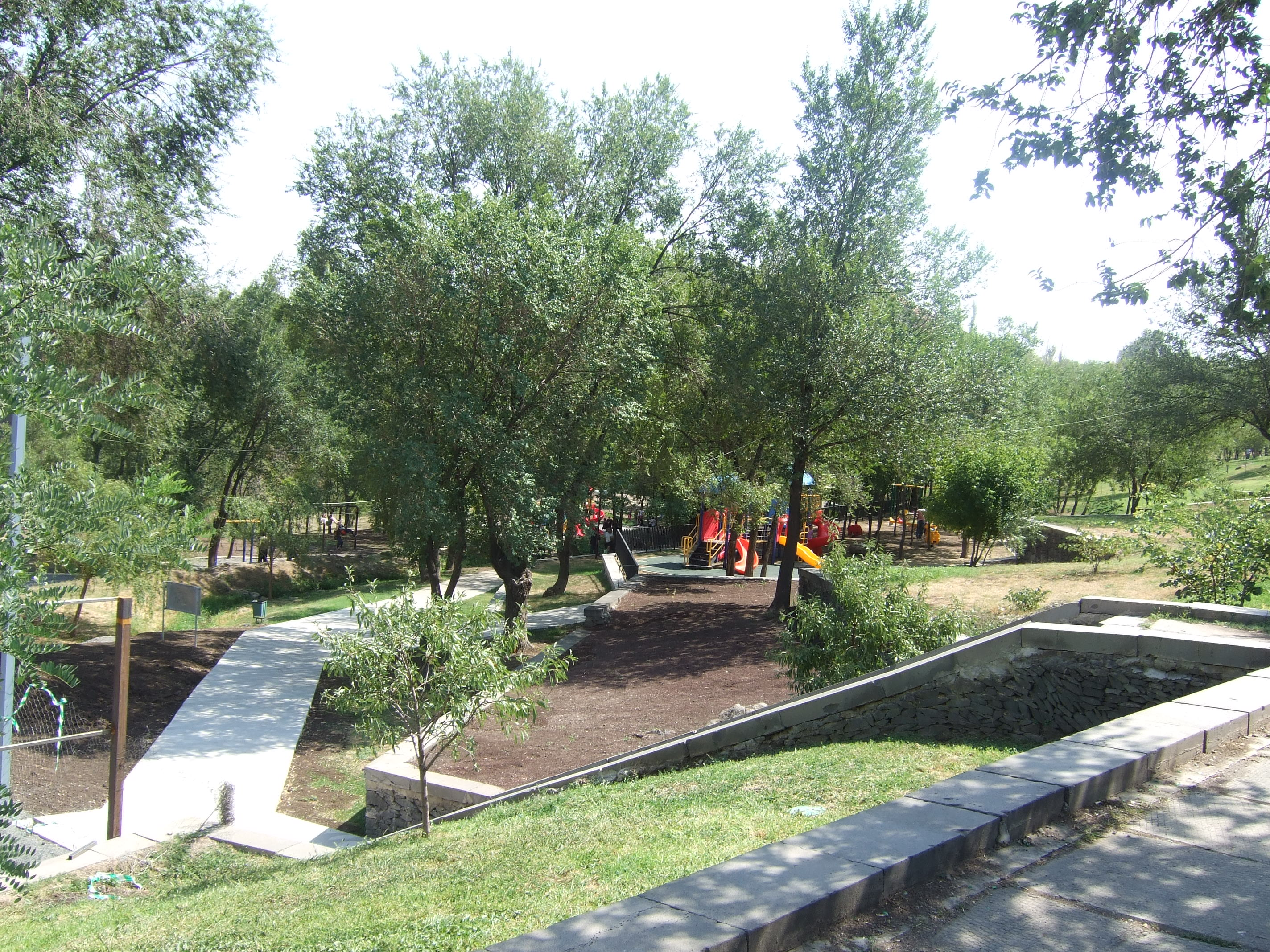
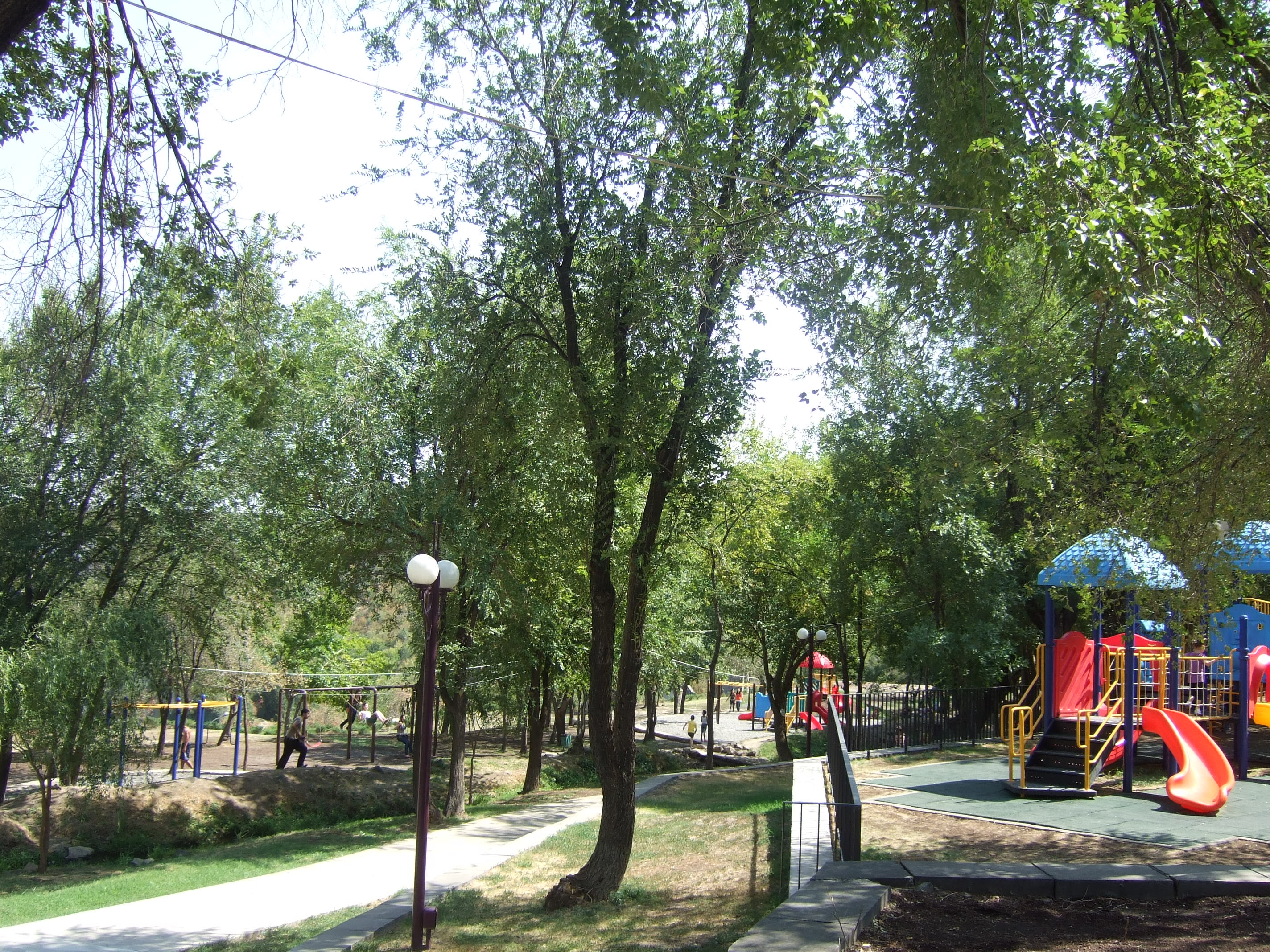
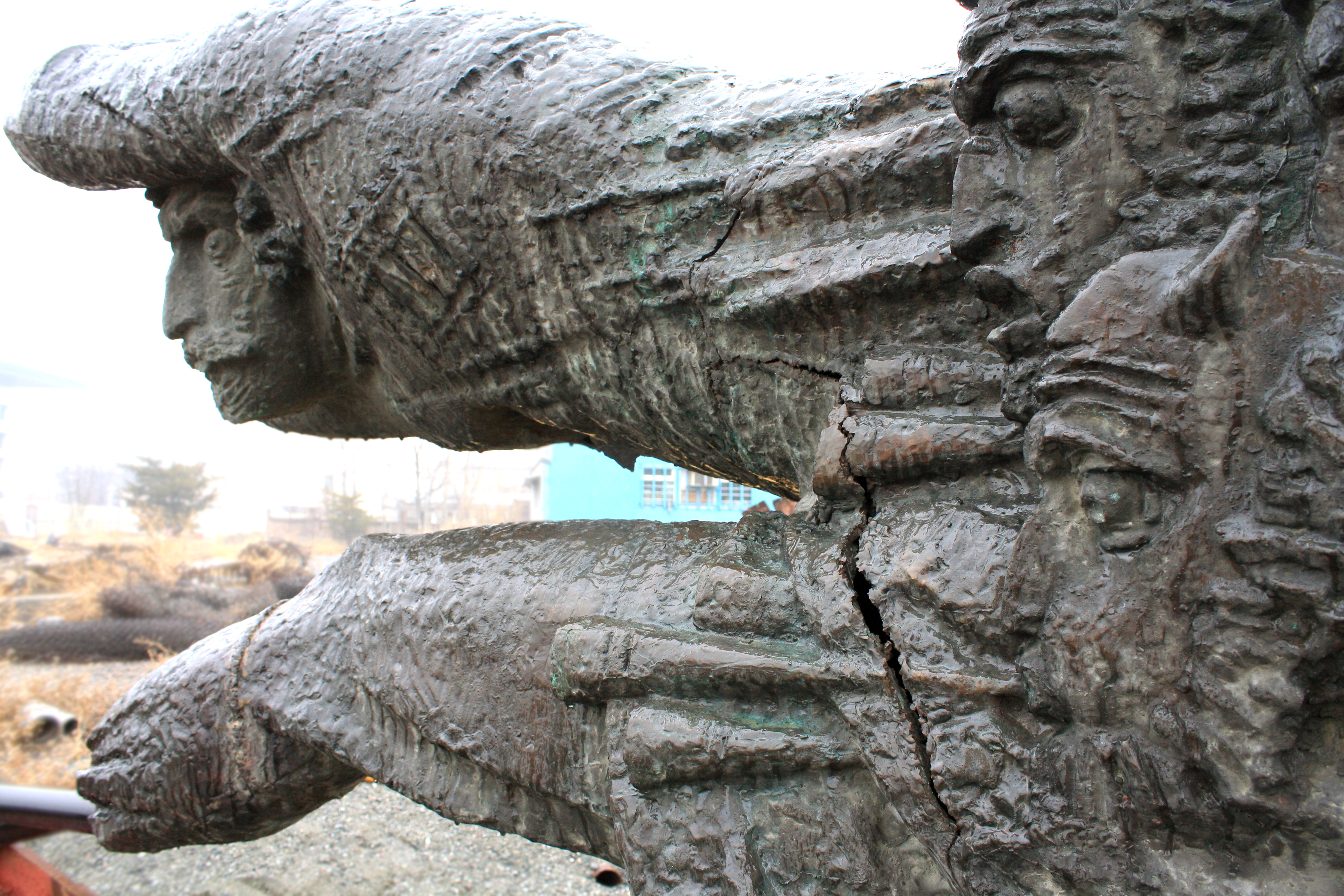
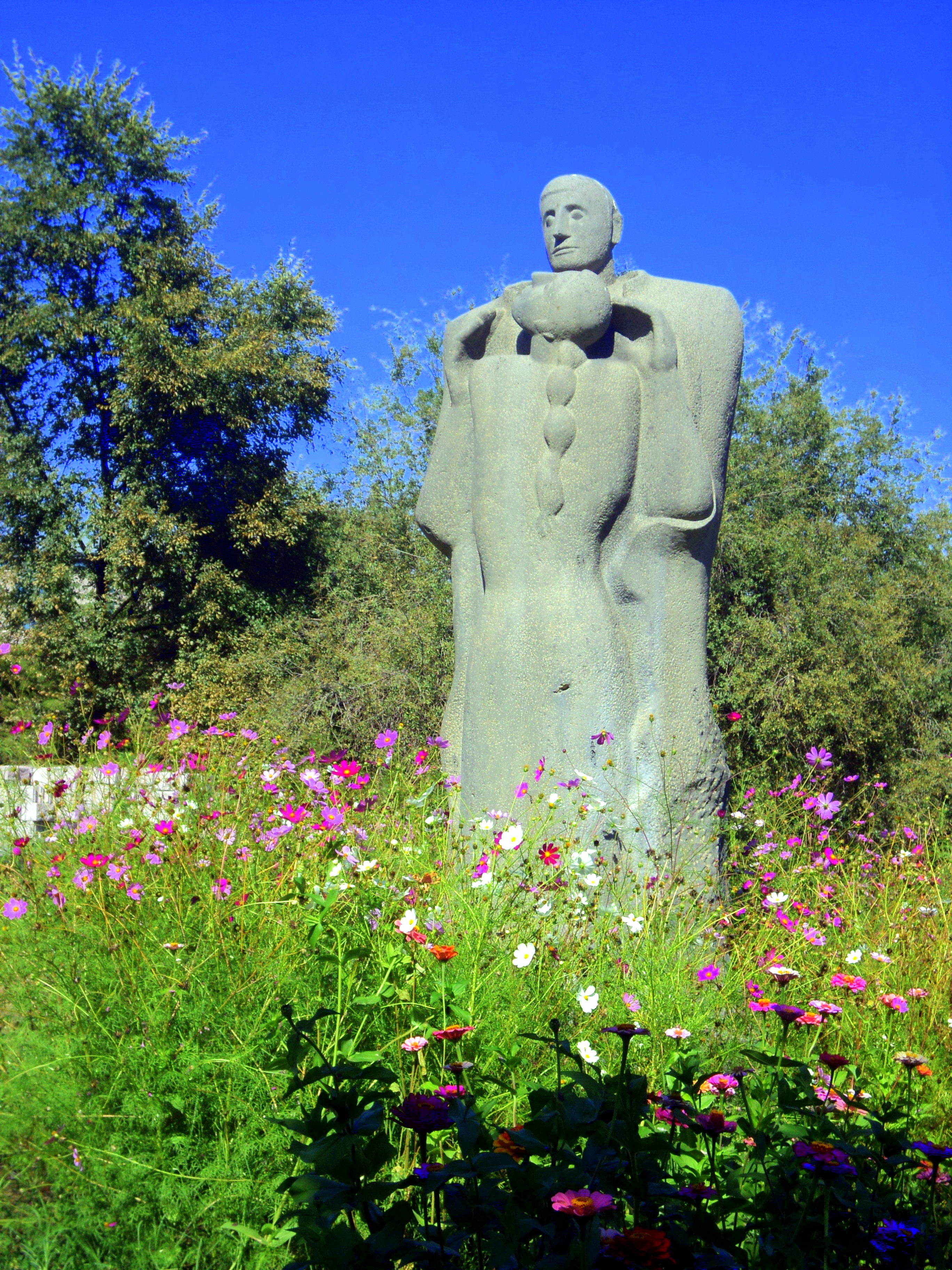